# 농어업농어촌특별위원회
농어업농어촌특별위원회는 농어업·농어촌의 다원적 기능과 공익적 가치 중심의 정책 전환을 위해 발족한 대통령 직속의 국민적 소통·협의 기구다.
| 유형     | 위원회                                                     |
| 설립시기 | 2019년 4월                                                 |
| 설립목적 | 농어업·농어촌의 지속가능한 발전 방향 마련·협의 등          |
| 설립근거 | 농어업·농어촌특별위원회 설치 및 운영에 관한 법률           |
| 규모     | 위원장 포함 30명                                           |
| 주요활동 | 농정(농어업정책) 틀 전환에 대한 국민과의 소통·협의·공유 등 |
| 소재지   | 서울특별시 종로구 새문안로 82, 16층(신문로 1가, S타워)     |

## 소개
농어업·농어촌특별위원회(이하 농특위)는 농어업·농어촌의 다원적 기능과 공익적 가치 중심의 정책 전환을 위해 발족한 대통령 직속의 국민적 소통·협의 기구이다. 국가와 국민경제의 기반인 농어업·농어촌의 지속가능한 발전 방향을 제시하고 농어업인의 복지증진에 이바지하기 위해 설립됐다. 농특위의 주요 기능 및 역할로는 농어업인 소득의 양극화 및 농어촌 고령화·공동화, 도시·농어촌 격차 심화 등의 문제해결과 공익적 직불제 개편 등이다.
주요 경과로는 농특위 설치·운영 관련 상임위 소위 심사(안) 마련(‘17.11), 농특위 설치 및 운영에 관한 법률 제정·공포(‘18.12.), 농특위 T/F 운영(‘19.1.~4.) 및 위원회 출범(‘19.4.)으로 공식화하였다.
위원회 위원은 위원장을 포함해 농어업인 대표, 시민사회·소비자, 학계, 정부 당연직 위원 등 총 30명으로 이루어졌으며, 당연직 위원으로는 기획재정부·농림축산식품부·해양수산부장관, 국무조정실장, 식약처장이 임명됐다.
위원회는 주요 안건의 검토·조정, 여론 수렴 및 국내외 조사·연구, 특정 현안 논의 등을 지원하기 위해 분과위원회 3개(농어업, 농어촌, 농수산식품)와 특별위원회(설치 수 제한 없음)를 설치하고 분과별 위원장 1명을 포함한 각 20명 이내로 위원을 구성했다.
위원회의 주요 의제 및 협의사항으로는 농어업·농어촌의 지속가능한 발전과 공익적 기능 실현을 위한 중장기 정책 방향, 농어촌 지역발전 및 복지증진, 농어촌 생태·환경·자원의 체계적 보전 및 효율적 이용, 지방자치와 지방분권에 기초한 자율 농정 수립, 농수산식품의 안정적 공급을 통한 국민의 먹거리, 농어업과 농어촌의 다원적 가치 실현을 위한 조사·연구 등이 있다.
위 사항에 대한 협의 및 의결사항은 국민과 함께 관계기관과 협의하여 추진하고, 결과 등 주요활동에 대해서는 국민과 소통·공유하여 투명하고 실효성 있는 농정이 구현될 수 있도록 하는 중추적 역할을 담당한다.